# Trichopoda subalipes
Trichopoda subalipes är en tvåvingeart som beskrevs av Townsend 1897. Trichopoda subalipes ingår i släktet Trichopoda och familjen parasitflugor. Inga underarter finns listade i Catalogue of Life.